# Subespacio complementado
En la rama matemática del análisis funcional, un subespacio complementado de un espacio vectorial topológico {\displaystyle X,} es un subespacio vectorial {\displaystyle M} para el cual existe algún otro subespacio vectorial {\displaystyle N} de {\displaystyle X,} llamado su complemento (topológico) en {\displaystyle X,} de modo que {\displaystyle X} sea la suma directa {\displaystyle M\oplus N} en la categoría de espacios vectoriales topológicos. Formalmente, las sumas topológicas directas fortalecen la suma directa algebraica al requerir que ciertas aplicaciones sean continuas. El resultado conserva muchas propiedades interesantes de la operación de suma directa en espacios vectoriales de dimensión finita.
Cada subespacio de dimensión finita de un espacio de Banach es complementable, pero también existen otros subespacios que no lo son. En general, clasificar todos los subespacios complementados es un problema difícil, que se ha resuelto solo para algunos espacios de Banach conocidos.
El concepto de subespacio complementado es análogo, pero distinto, al de complemento de un conjunto. El complemento de la teoría de conjuntos de un subespacio vectorial nunca es un subespacio complementado.

## Preliminares: definiciones y notación
Si {\displaystyle X} es un espacio vectorial y {\displaystyle M} y {\displaystyle N} son subespacios vectoriales de {\displaystyle X}, entonces existe una aplicación de suma bien definida
{\displaystyle {\begin{alignedat}{4}S:\;&&M\times N&&\;\to \;&X\\&&(m,n)&&\;\mapsto \;&m+n\\\end{alignedat}}}
La aplicación {\displaystyle S} es un morfismo en la categoría de espacios vectoriales; es decir se trata de una aplicación lineal.

### Suma directa algebraica
Se dice que el espacio vectorial {\displaystyle X} es la suma directa algebraica (o suma directa en la categoría de espacios vectoriales) {\displaystyle M\oplus N} cuando se cumple cualquiera de las siguientes condiciones equivalentes:
1. La aplicación suma {\displaystyle S:M\times N\to X} es una aplicación lineal.[1][2]
2. La aplicación suma es biyectiva.
3. {\displaystyle M\cap N=\{0\}} y {\displaystyle M+N=X}; en este caso, {\displaystyle N} se denomina complemento algebraico' o suplemento de {\displaystyle M} en {\displaystyle X} y se dice que los dos subespacios son complementarios o suplementarios.[2][3]

Cuando se cumplen estas condiciones, el inverso {\displaystyle S^{-1}:X\to M\times N} está bien definido y puede escribirse en términos de coordenadas como:{\displaystyle S^{-1}=\left(P_{M},P_{N}\right){\text{.}}}
La primera coordenada {\displaystyle P_{M}:X\to M} se denomina proyección canónica de {\displaystyle X} sobre {\displaystyle M}. Así mismo, la segunda coordenada es la proyección canónica sobre {\displaystyle N.}.
De manera equivalente, {\displaystyle P_{M}(x)} y {\displaystyle P_{N}(x)} son los vectores únicos en {\displaystyle M} y {\displaystyle N,} respectivamente, que satisfacen
{\displaystyle x=P_{M}(x)+P_{N}(x){\text{.}}}
Como aplicaciones, :{\displaystyle P_{M}+P_{N}=\operatorname {Id} _{X},\qquad {\text{ nuc }}P_{M}=N,\qquad {\text{ y }}\qquad {\text{ nuc }}P_{N}=M,} donde {\displaystyle \operatorname {Id} _{X}} denota la función identidad en {\displaystyle X}.

## Motivación
Supóngase que el espacio vectorial {\displaystyle X} es la suma directa algebraica de {\displaystyle M\oplus N}. En la categoría de espacios vectoriales, los productos y coproductos finitos coinciden: algebraicamente, {\displaystyle M\oplus N} y {\displaystyle M\times N} son indistinguibles. Dado un problema que involucra elementos de {\displaystyle X}, se pueden dividir los elementos en sus componentes en {\displaystyle M} y {\displaystyle N}, porque las aplicaciones de proyección definidas anteriormente actúan como inversas a la inclusión natural de {\displaystyle M} y {\displaystyle N} en {\displaystyle X}. Entonces se puede resolver el problema en los subespacios vectoriales y recombinarlos para formar un elemento de {\displaystyle X}.
En la categoría de los espacios vectoriales topológicos, esa descomposición algebraica se vuelve menos útil. La definición de un espacio vectorial topológico requiere que la aplicación suma {\displaystyle S} sea continua, aunque su inversa, {\displaystyle S^{-1}:X\to M\times N}, puede no serlo. Sin embargo, la definición en la teoría categorías de la de suma directa requiere que {\displaystyle P_{M}} y {\displaystyle P_{N}} sean morfismos, es decir, aplicaciones lineales "continuas".
El espacio {\displaystyle X} es la suma directa topológica de {\displaystyle M} y {\displaystyle N} si (y solo si) se cumple alguna de las siguientes condiciones equivalentes:
1. La aplicación suma {\displaystyle S:M\times N\to X} es un espacio vectorial topológico (es decir, una aplicación lineal sobreyectiva y homeomorfa).[1]
2. {\displaystyle X} es la suma directa algebraica de {\displaystyle M} y {\displaystyle N} y también cualquiera de las siguientes condiciones equivalentes:

a. La inversa de la aplicación suma {\displaystyle S^{-1}:X\to M\times N} es continua.
b. Ambas proyecciones canónicas {\displaystyle P_{M}:X\to M} y {\displaystyle P_{N}:X\to N} son continuas.
C. Al menos una de las proyecciones canónicas {\displaystyle P_{M}} y {\displaystyle P_{N}} es continua.
d. La clase de equivalencia canónica {\displaystyle p:N\to X/M;p(n)=n+M} es un isomorfismo de espacios vectoriales topológicos (es decir, un homeomorfismo lineal).}}
1. {\displaystyle X} es la suma directa de {\displaystyle M} y {\displaystyle N} en la categoría de espacios vectoriales topológicos.
2. La aplicación {\displaystyle S} es biyectiva y abierta.
3. Cuando se consideran grupos topológicos aditivos, {\displaystyle X} es la suma topológica directa de los subgrupos {\displaystyle M} y {\displaystyle N.}

La suma directa topológica también se escribe {\displaystyle X=M\oplus N}; si la suma es en sentido topológico o algebraico generalmente se aclara a través del contexto.

## Definición
Toda suma directa topológica es una suma directa algebraica {\displaystyle X=M\oplus N}, pero lo contrario no siempre es así. Incluso si tanto {\displaystyle M} como {\displaystyle N} están cerrados en {\displaystyle X}, es posible que {\displaystyle S^{-1}} "todavía" no sea continuo. {\displaystyle N} es un complemento (topológico) o un suplemento de {\displaystyle M} si evita esta patología, es decir, si, topológicamente, {\displaystyle X=M\oplus N}. Entonces, {\displaystyle M} es igualmente complementario de {\displaystyle N}. La condición 1(d) que figura arriba, implica que cualquier complemento topológico de {\displaystyle M} es isomorfo, como espacio vectorial topológico, al espacio vectorial cociente {\displaystyle X/M}.
{\displaystyle M} se denomina complementado si tiene un complemento topológico {\displaystyle N} (y no complementado si no lo tiene). La elección de {\displaystyle N} puede ser muy importante: cada subespacio vectorial complementado {\displaystyle M} tiene complementos algebraicos que no complementan topológicamente a {\displaystyle M}.
Debido a que una aplicación lineal entre dos espacios normados (o de Banach) está acotado si y solo si es continuo, la definición en las categorías de espacios normados (respectivamente, de Banach) es la misma que en los espacios vectoriales topológicos.

### Caracterizaciones equivalentes
El subespacio vectorial {\displaystyle M} se complementa en {\displaystyle X} si y solo si se cumple alguna de las siguientes condiciones:
- Existe una aplicación lineal continuo {\displaystyle P_{M}:X\to X} con imagen {\displaystyle P_{M}(X)=M} tal que {\displaystyle P\circ P=P};
- Existe una proyección lineal continua {\displaystyle P_{M}:X\to X} con imagen {\displaystyle P_{M}(X)=M} tal que algebraicamente {\displaystyle X=M\oplus {\text{ nuc }}{P}}.
- Para cada TVS {\displaystyle Y,} la aplicación restrictiva {\displaystyle R:L(X;Y)\to L(M;Y);R(u)=u|_{M}} es sobreyectiva.[5]

Si además {\displaystyle X} es un espacio de Banach, entonces una condición equivalente es que:
- {\displaystyle M} es cerrado en {\displaystyle X}, existe otro subespacio cerrado {\displaystyle N\subseteq X} y {\displaystyle S} es un isomorfismo de la suma directa abstracta {\displaystyle M\oplus N} a {\displaystyle X}.

## Ejemplos
- Si {\displaystyle Y} es un espacio de medida y {\displaystyle X\subseteq Y} tiene medida positiva, entonces {\displaystyle L^{p}(X)} se complementa en {\displaystyle L^{p}(Y)}.
- {\displaystyle c_{0}}, el espacio de sucesiones convergentes a {\displaystyle 0}, se complementa en {\displaystyle c}, el espacio de sucesiones convergentes.
- Por la descomposición de Lebesgue, {\displaystyle L^{1}([0,1])} se complementa en {\displaystyle \mathrm {rca} ([0,1])\cong C([0,1])^{*}}.

## Condiciones suficientes
Para dos espacios vectoriales topológicos cualesquiera {\displaystyle X} e {\displaystyle Y}, los subespacios {\displaystyle X\times \{0\}} y {\displaystyle \{0\}\times Y} son complementos topológicos en {\displaystyle X\times Y}.
Todo complemento algebraico de {\displaystyle {\overline {\{0\}}}}, la clausura de {\displaystyle 0}, es también un complemento topológico. Esto se debe a que {\displaystyle {\overline {\{0\}}}} tiene topología trivial y, por lo tanto, la proyección algebraica es continua.
Si {\displaystyle X=M\oplus N} y {\displaystyle A:X\to Y} son sobreyectivos, entonces {\displaystyle Y=AM\oplus AN}.

### Dimensión finita
Supóngase que {\displaystyle X} es de Hausdorff y localmente convexo; y que {\displaystyle Y} es un subespacio vectorial topológico libre. Entonces, para algún conjunto {\displaystyle I}, se tiene que {\displaystyle Y\cong \mathbb {K} ^{I}} (como espacio vectorial topológico). En consecuencia, {\displaystyle Y} es un subespacio vectorial cerrado y complementado de {\displaystyle X}. En particular, se complementa cualquier subespacio de dimensión finita de {\displaystyle X}.
En espacios vectoriales topológicos arbitrarios, un subespacio vectorial de dimensión finita {\displaystyle Y} se complementa topológicamente si y solo si para cada {\displaystyle y\in Y} distinto de cero, existe una funcional lineal continua en {\displaystyle X} que separa {\displaystyle y} de {\displaystyle 0}. (para ver un ejemplo en el que esto no se cumple, consúltese el párrafo Espacios de Fréchet).

### Codimensión finita
No todos los subespacios vectoriales finitos codimensionales de un EVT son cerrados, pero los que lo son tienen complementos.

### Espacios de Hilbert
En un espacio de Hilbert, el complemento ortogonal {\displaystyle M^{\bot }} de cualquier subespacio vectorial cerrado {\displaystyle M} es siempre un complemento topológico de {\displaystyle M}. Esta propiedad caracteriza los espacios de Hilbert dentro de la clase de los espacios de Banach: cada espacio de dimensión infinita de Banach que no es de Hilbert, contiene un subespacio cerrado no complementado.

### Espacios de Fréchet
Sea {\displaystyle X} un espacio de Fréchet sobre el cuerpo {\displaystyle \mathbb {K} }. Entonces, los siguientes enunciados son equivalentes:
1. {\displaystyle X} no está normado (es decir, cualquier norma continua no genera una topología)
2. {\displaystyle X} contiene un subespacio vectorial isomorfo a un EVT sobre {\displaystyle \mathbb {K} ^{\mathbb {N} }}.
3. {\displaystyle X} contiene un subespacio vectorial complementado isomorfo a un EVT sobre {\displaystyle \mathbb {K} ^{\mathbb {N} }}.

## Propiedades; ejemplos de subespacios no complementados
Un subespacio complementado (vectorial) de un espacio de Hausdorff {\displaystyle X} es necesariamente un subconjunto cerrado de {\displaystyle X}, al igual que su complemento.
A partir de la existencia de bases, cada espacio de Banach de dimensión infinita contiene subespacios lineales no cerrados. Dado que cualquier subespacio complementado es cerrado, ninguno de esos subespacios está complementado.
Asimismo, si {\displaystyle X} es un EVT completo y {\displaystyle X/M} no está completo, entonces {\displaystyle M} no tiene complemento topológico en {\displaystyle X.}.

## Aplicaciones
Si {\displaystyle A:X\to Y} es una función sobreyectiva lineal continua, entonces las siguientes condiciones son equivalentes:
1. El núcleo de {\displaystyle A} tiene un complemento topológico.
2. Existe una "inversa derecha", un aplicación lineal continua {\displaystyle B:Y\to X} tal que {\displaystyle AB=\mathrm {Id} _{Y}}, donde {\displaystyle \operatorname {Id} _{Y}:Y\to Y} es la aplicación identidad.[5]

### Método de descomposición
Los espacios vectoriales topológicos admiten el siguiente teorema de tipo Cantor-Schröder-Bernstein:
Sean {\displaystyle X} e {\displaystyle Y} EVTs tales que {\displaystyle X=X\oplus X} y {\displaystyle Y=Y\oplus Y.} Supóngase que {\displaystyle Y} contiene una copia complementada de {\displaystyle X} y {\displaystyle X} contiene una copia complementada de {\displaystyle Y.} Entonces, {\displaystyle X} es EVT-isomorfo a {\displaystyle Y.}
Los supuestos de "autodivisión" de que {\displaystyle X=X\oplus X} y {\displaystyle Y=Y\oplus Y} no se pueden eliminar: William Timothy Gowers demostró en 1996 que existen espacios de Banach no isomorfos {\displaystyle X} e {\displaystyle Y}, cada uno complementado en el otro.

## En espacios clásicos de Banach
Comprender los subespacios complementados de un espacio de Banach arbitrario {\displaystyle X} salvo isomorfismos es un problema clásico que ha motivado mucho trabajo en teoría de bases, particularmente el desarrollo de operadores absolutamente sumadores. El problema sigue abierto para numerosos espacios importantes de Banach, en particular el espacio {\displaystyle L_{1}[0,1]}.
Para algunos espacios de Banach la pregunta está cerrada. El supuesto más famoso es que si {\displaystyle 1\leq p\leq \infty }, entonces los únicos subespacios complementados de {\displaystyle \ell _{p}} son isomorfos a {\displaystyle \ell _{p},} y lo mismo ocurre con {\displaystyle c_{0}.} Dichos espacios se denominan primos (cuando sus únicos subespacios complementados de dimensión infinita son isomorfos al original). Sin embargo, estos no son los únicos espacios primos.
Los espacios {\displaystyle L_{p}[0,1]} no son primos cuando {\displaystyle p\in (1,2)\cup (2,\infty );}, de hecho, admiten incontables subespacios complementados no isomorfos.
Los espacios {\displaystyle L_{2}[0,1]} y {\displaystyle L_{\infty }[0,1]} son isomorfos a {\displaystyle \ell _{2}} y {\displaystyle \ell _{\infty },} respectivamente, por lo que de hecho son primos.
El espacio {\displaystyle L_{1}[0,1]} no es primo porque contiene una copia complementada de {\displaystyle \ell _{1}}. Actualmente no se conocen otros subespacios complementados de {\displaystyle L_{1}[0,1]}.

## Espacios de Banach indescomponibles
Un espacio de Banach de dimensión infinita se denomina "indescomponible" siempre que sus únicos subespacios complementados sean de dimensión finita o codimensional. Debido a que un subespacio codimensional finito de un espacio de Banach, {\displaystyle X} es siempre isomorfo a {\displaystyle X,} los espacios de Banach indescomponibles son primos.
El ejemplo más conocido de espacios indescomponibles es, de hecho, hereditariamente indescomponible, lo que significa que cada subespacio de dimensión infinita también es indescomponible.

## Demostraciones
1. ↑  {\displaystyle Y} está cerrado porque {\displaystyle \mathbb {K} ^{I}} es completo y {\displaystyle X} es de Hausdorff.
Sea {\displaystyle f=\left(f_{i}\right)_{i\in I}:Y\to \mathbb {K} ^{I}} un isomorfismo sobre EVT. Cada {\displaystyle f_{i}:Y\to \mathbb {K} } es un funcional lineal continuo. Por el teorema de Hahn–Banach, se puede extender cada {\displaystyle f_{i}} a un {\displaystyle F_{i}:X\to \mathbb {K} }, un funcional lineal continuo sobre {\displaystyle X.} La aplicación conjunta {\displaystyle F:X\to \mathbb {K} ^{I}} es una sobreyección lineal continua cuya restricción a {\displaystyle Y} es {\displaystyle f}. La composición {\displaystyle P=f^{-1}\circ F:X\to Y} es entonces una proyección continua y continua sobre {\displaystyle Y}. Quod erat demonstrandum
2. ↑  In a Hausdorff space, {\displaystyle \{0\}} is closed.  A complemented space is the kernel of the (continuous) projection onto its complement.  Thus it is the preimage of {\displaystyle \{0\}} under a continuous map, and so closed.Quod erat demonstrandum
3. ↑  Cualquier sucesión {\displaystyle \{e_{j}\}_{j=0}^{\infty }\in X^{\omega }} define una aplicación suma {\displaystyle T:l^{1}\to X;T(\{x_{j}\}_{j})=\sum _{j}{x_{j}e_{j}}}. Pero si {\displaystyle \{e_{j}\}_{j}} son (algebraicamente) linealmente independientes y {\displaystyle \{x_{j}\}_{j}} tiene soporte total, entonces {\displaystyle T(x)\in {\overline {\operatorname {span} {\{e_{j}\}_{j}}}}\setminus \operatorname {span} {\{e_{j}\}_{j}}}.  Quod erat demonstrandum